# Кавказький бранець (фільм, 1975)
«Кавказький бранець» — радянський художній телефільм 1975 року, знятий на кіностудії «Грузія-фільм» за однойменною повістю Льва Толстого.

## Сюжет
Дівчинка Діна помічає, як в аул їдуть горяни і везуть полоненого офіцера Жиліна. На ногу йому надягають колодки, відправляють у сарай і замикають двері. Бранець згадує недавні події. Фоном іде голос матері, яка написала йому листа і кликала до себе. Герой просить горян попити, і вони звуть Діну, яка подає Жиліну глечик з водою. Бранець дякує дівчинці, а коли всі йдуть, вона підсовує йому під двері коржик. Офіцеру повідомили, що його господар Абдул просить викуп і відпустить героя за 3000 монет.
Жилін каже, що може дати не більше 500 рублів, і йому не страшна загроза смерті. Приводять Костиліна. Той уже написав листа, щоб прислали 5 тисяч. Жилін погоджується написати лист, але висуває ряд умов, які горянам доводиться виконати. Коли бранці опиняються наодинці, Костилін починає шкодувати про те, що сталося, і намагається виправдатися, пояснюючи, що рушниця в потрібний момент дала осічку. Жилін заглиблюється у спогади, і перед глядачами з'являється картина того моменту.
Виявляється, що, побачивши небезпеку, Костилін навіть не витягнув рушниці, кинувшись бігти і забувши про Жиліна, який кричав йому і просив допомогти. Костилін спокійний, бо знає, що повинен прийти викуп, а Жилін зізнається, що написав листа так, щоб він не дійшов. Тому єдиний вихід — це втеча. Офіцер починає приманювати собаку, годує її хлібом, щоб у день втечі вона не підняла гавкіт і не видала його. Він зробив для Діни ляльку, але одна з жінок вибила іграшку з рук дівчинки.
Жилін обіцяв їй зробити нову, ще краще. Він гуляє і робить вивчення місцевості, а також робить підкоп в своєму сараї. Костилін нічого не робить, тільки нудьгує. Він вважає, що Жилін зневажає його, але не може нічого змінити, тому що боїться бути вбитим.
Тим часом Жилін виконує обіцянку і дарує Діні ляльку. Вона дуже зраділа і навіть уклонилася бранцю. Поки герой вивчав місцевість, один зі старих аулу поранив його. Жилін розповів Костиліну історію цього старого. Діна турбувалася про полоненого і принесла йому молоко і коржик. Костилін припустив, що дівчинка закохалася в офіцера. Дочекавшись, поки горяни поїдуть, Жилін вирішив піднятися на вершину, подивитися з висоти, куди можна втекти. Він переконує хлопчика дозволити йому це зробити і обіцяє спорудити для нього лук і стріли.
Герой побачив російську фортецю, до якої близько 15 верст. Уночі бранці біжать, але Костилін скрикує. Їх помічають і повертають назад, кинувши в яму. Діна кинула туди їжі і пояснила, що героїв збираються вбити. Вона опустила в яму палицю і допомогла Жиліну вибратися. Костилін вирішив залишитися і чекати викупу. Офіцер дійшов до російської фортеці, побачив своїх, але його наздогнали горяни. Російські солдати і козаки допомогли Жиліну, і він урятувався. Героя посадили на коня і повезли у фортецю.

## У ролях
- Юрій Назаров — Жилін
- Ляля Ошеверова — Діна
- Володимир Солодников — Костилін
- Гіві Чугуашвілі — Абдул-Мурат
- Аміран Кадейшвілі — Казі-Мугамед
- Навруз Абдул-огли — слуга

## Знімальна група
- Режисер — Георгій Калатозішвілі
- Сценарій — Георгій Бадрідзе, Георгій Калатозішвілі
- Оператор — Давид Схіртладзе
- Художник — Реваз Мірзашвілі
- Композитор — Гія Канчелі
- Диригент — Джансуг Кахідзе